# دانيال مان (مخرج)
دانيال مان، (8 أغسطس 1912 - 21 نوفمبر 1991)، هو مخرج مسرح سينما وتلفزيون أمريكي.

## روابط خارجية
دانيال مان على موقع IMDb (الإنجليزية)
- دانيال مان على موقع الموسوعة البريطانية (الإنجليزية)
- دانيال مان على موقع ألو سيني (الفرنسية)
- دانيال مان على موقع تيرنر كلاسيك موفيز (الإنجليزية)
- دانيال مان على موقع أول موفي (الإنجليزية)
- دانيال مان على موقع قاعدة بيانات برودواي على الإنترنت (الإنجليزية)
- دانيال مان على موقع قاعدة بيانات الأفلام السويدية (السويدية)
- دانيال مان على موقع إن إن دي بي (الإنجليزية)
- دانيال مان على موقع قاعدة بيانات الفيلم (الإنجليزية)
- دانيال مان على موقع كينوبويسك (الروسية)